# 卡瓦尼利亞區
卡瓦尼利亞區（西班牙語：Distrito de Cabanilla），是秘魯的一個區，位於該國東南部普諾大區的蘭帕省，面積443.04平方公里，海拔高度3,876米，2005年人口6,683，人口密度每平方公里15人。

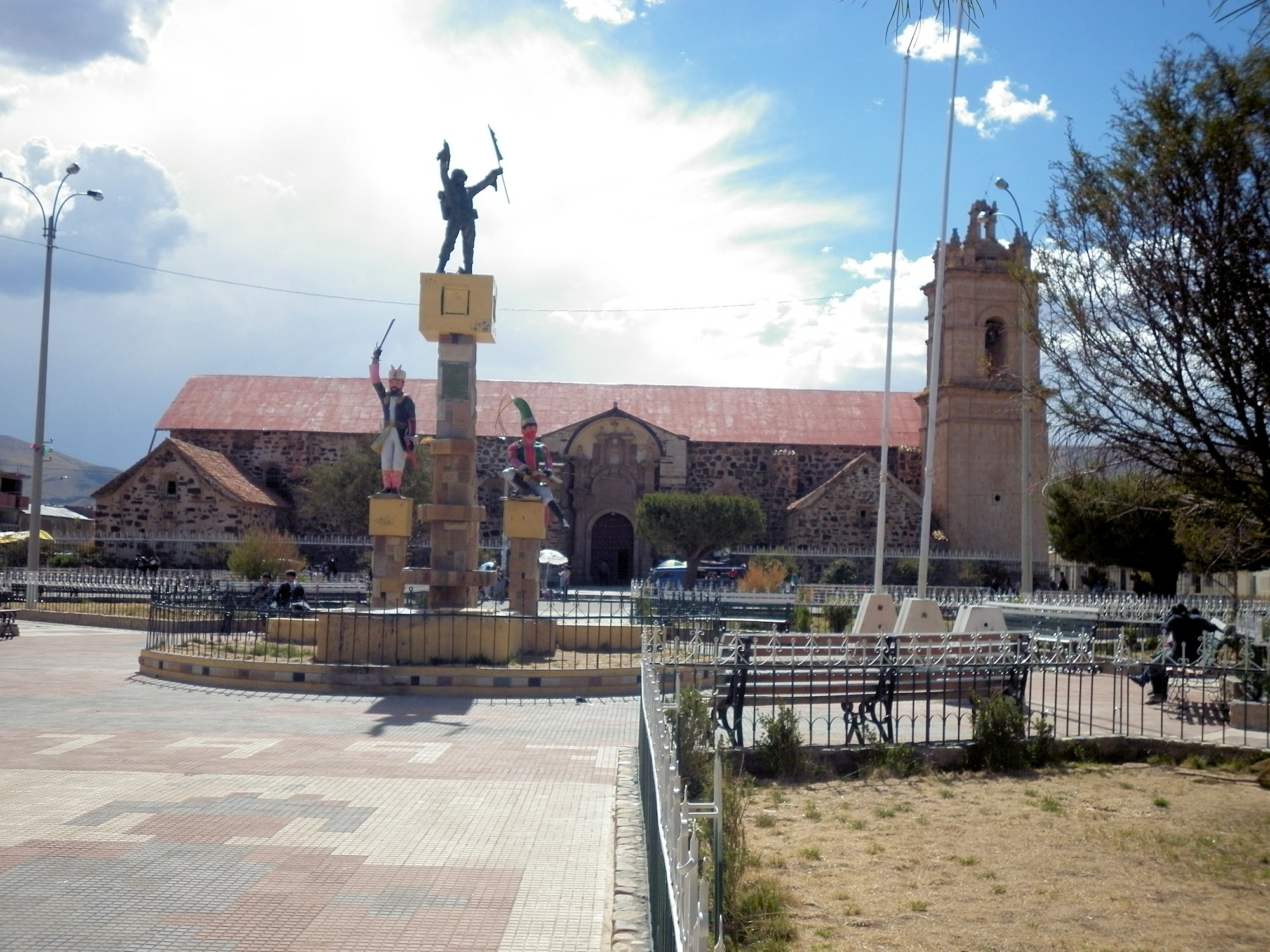